# جون هينيسي
جون ل. هينيسي (بالإنجليزية: John L. Hennessy) (مواليد 1953) هو أكاديمي وعالم حاسوب أميركي. هينيسي هو مؤسس شركة MIPS Computer Systems Inc وهو الرئيس العاشر لجامعة ستانفورد. حصل على درجة البكالوريوس في الهندسة الكهربائية من جامعة فيلانوفا (Villanova University)، وعلى درجة الماجستير والدكتوراه في علوم الحاسوب من جامعة ولاية نيويورك في ستوني بروك. أصبح هينيسي عضوا في كلية ستانفورد في عام 1977. وفي عام 1984، استغل سنة التفرغ في لتأسيس شركة MIPS Computer Systems Inc لتسويق أبحاثه في معالجات ريسك.
خدم هينيسي كمدير لمختبر ستانفورد لأنظمة الحاسوب (1989-1993) ، وهو مركز أبحاث تديره جامعة ستانفورد للهندسة الكهربائية وعلوم الحاسب الآلي. ترأس قسم علوم الحاسوب (1994-1996) وعمدة كلية الهندسة (1996-1999).
في 1999، رشح غيرهارد كاسبر رئيس لستانفورد هينيسي لخلافة كوندوليزا رايس في عمادة جامعة ستانفورد. عين مجلس أمناء جامعة ستانفورد هينيسي لخلافة كاسبر رئيسا للجامعة عندما تنحى كاسبر للتركيز على التدريس في عام 2000. وكرئيس لستانفورد، يتقاضى هينيسي 566,581$ سنويا. في عام 1997، أدخل كان زميل لرابطة آلات الحوسبة (Association for Computing Machinery, ACM). هينيسي هو عضو في اللجنة التنفيذية للمجلس على القدرة التنافسية.
هينيسي عضو مجلس فس غوغل وسيسكو سيستمز  واثيروس للاتصالات،  ، ومؤسسة دانيال بيرل.